# Kiautschou (Schiff)
Der Reichspostdampfer Kiautschou, das letzte Schiff der ursprünglichen Barbarossa-Klasse, kam als zweites Schiff für die  Hapag auf der Postdampferlinie nach Ostasien zum Einsatz.
Nach Aufgabe der Beteiligung an diesem Dienst wurde die Kiautschou an den Norddeutschen Lloyd abgeben und blieb als Princess Alice im Reichspostdampferdienst.
Von 1917 bis 1930 war die ehemalige Kiautschou dann in amerikanischen Diensten unter den Namen Princess Matoika, President Arthur und City of Honolulu.

## Kiautschou
Die Kiautschou wurde beim Stettiner Vulcan gebaut und lief 1900 von Stapel. Auf ihrer Jungfernfahrt ab 25. Dezember 1900 lief sie von Hamburg durch den Sueskanal nach Yokohama. Im Mai 1902 ersetzte sie für eine Reise den Hapag-Schnelldampfer Deutschland zwischen Hamburg und New York.
Schon Ende 1903 beendete die Hapag ihre Zusammenarbeit mit dem Norddeutschen Lloyd (NDL) auf der Ostasienpostlinie. Das Schwesterschiff Hamburg verblieb als Einzelschiff bei der Hapag, während die Kiautschou gegen fünf Frachter am 20. Februar 1904 an den NDL abgegeben wurde.

## Princess Alice
Die erste Reise der Princess Alice  für den NDL führte am 22. März 1904 nach New York und es folgten 3 weitere Rundreisen.
Am 31. August 1904 startete sie dann unter dem neuen Namen erstmals nach Ostasien. Ähnlich wie die Australienschiffe dieses Typs wurde sie im Sommer meist auf dem Nordatlantik eingesetzt. Am 27. Mai 1909 lief sie im Nebel bei Staten Island auf der Rückreise auf Grund und musste eingeschleppt und repariert werden.
Ab Mai 1910 kam die Princess Alice nur noch nach Ostasien zum Einsatz. Bei Kriegsausbruch war sie auf dem Weg nach Hongkong. Der Kapitän Bortfeldt entschied sich das neutrale Manila anzulaufen. Dort übergab er eine aus Indien stammende Goldladung an den deutschen Konsul. Wegen eines möglich Einsatzes als Hilfskreuzer lief sie aus Manila wieder aus und traf mit dem Kleinen Kreuzer Emden am 19. August bei Angaur zusammen.
Dem Kommandanten der Emden erschien das Schiff – wegen des schlechten Kesselzustandes und des geringen Kohlenvorrates – nicht geeignet. Auch hätte er nur wenig Bewaffnung an das Schiff weitergeben können. Der Reichspostdampfer wurde daher entlassen und lief nach Cebu / Philippinen, wo er aufgelegt wurde.

## Kriegs- und Nachkriegsverwendung

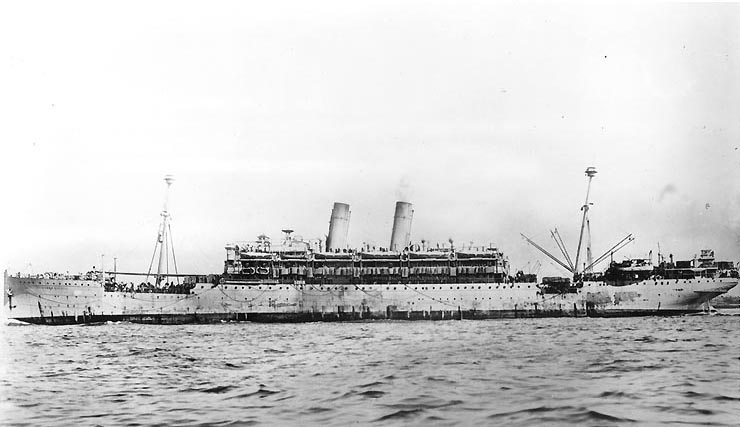
Foto der Princess Matoika, 1919

1917 wurde die Princess Alice bei Kriegseintritt der USA beschlagnahmt und in der Subic-Bucht in Stand gesetzt. Als Princess Matoika (ID-2290) wurde sie an die US-Westküste und dann an die Ostküste verlegt. Im April 1918 kam die ehemalige Kiautschou als letztes ehemals deutsches Passagierschiff in den Transportdienst über den Nordatlantik. In sechs Reisen überführte sie 21.216 Soldaten nach Frankreich. Nach dem Waffenstillstand führte sie 8 Rücktransportfahrten durch, auf denen 30.110 Soldaten in die USA zurückkehrten. Sie brachte auf diesen Reisen auch 5.400 Kriegsgefangene aus den USA nach Rotterdam. Am 19. September wechselte die Princess Matoika aus dem Dienst der United States Navy in den des Army Transport Command, sie führte Tote aus Frankreich in die USA zurück und wurde zu verschiedenen Aufgaben herangezogen. Unter anderem brachte sie Teile des US-Olympiateams 1920 nach Antwerpen. Die Athleten beschwerten sich über die Zustände an Bord; der Vorfall bewegte die amerikanische Öffentlichkeit als die Meuterei auf der Princess Matoika.
Am 20. Januar 1921 lief das Schiff, jetzt im Dienst der US Mail Steamship Co. von New York über Italien (drei Rundreisen) und im Juni erstmals nach Bremerhaven (zwei Reisen). Im Lauf des Jahres 1922 kam das Schiff in den Dienst der United States Lines und fuhr weiter nach Bremerhaven. 1922 wurde die ehemalige Kiautschou in President Arthur umbenannt. 1923 wurde das Schiff aufgelegt.
1925 machte die President Arthur im Dienst der American Palestine Line drei Rundreisen von New York über Neapel nach Palästina. Auf diesen Reisen soll erstmals die Zionistenflagge auf See geführt worden sein und es soll erstmals ein Passagierdampfer mit weiblichen Offizieren gefahren sein.
1927 wurde das Schiff von der Los Angeles Steamship Company angekauft, instand gesetzt und als City of Honolulu in Fahrt gebracht. Unter diesem Namen hatte die Gesellschaft 1922 schon das Schwesterschiff Friedrich der Große in Fahrt gebracht, die aber schon auf der ersten Reise in Brand geriet und ein Totalverlust wurde. Am 4. Juni 1927 erfolgte die erste Fahrt der ehemaligen Princess Alice mit Fracht und Touristen nach Hawaii. Am 25. Mai 1930 brannte die ehemalige Kiautschou / Princess Alice  dann in Honolulu aus und wurde 1933 abgewrackt.